# Notommata gisleni
Notommata gisleni är en hjuldjursart som beskrevs av Berzinš 1949. Notommata gisleni ingår i släktet Notommata och familjen Notommatidae. Inga underarter finns listade i Catalogue of Life.